# Đồ quân đội dư thừa

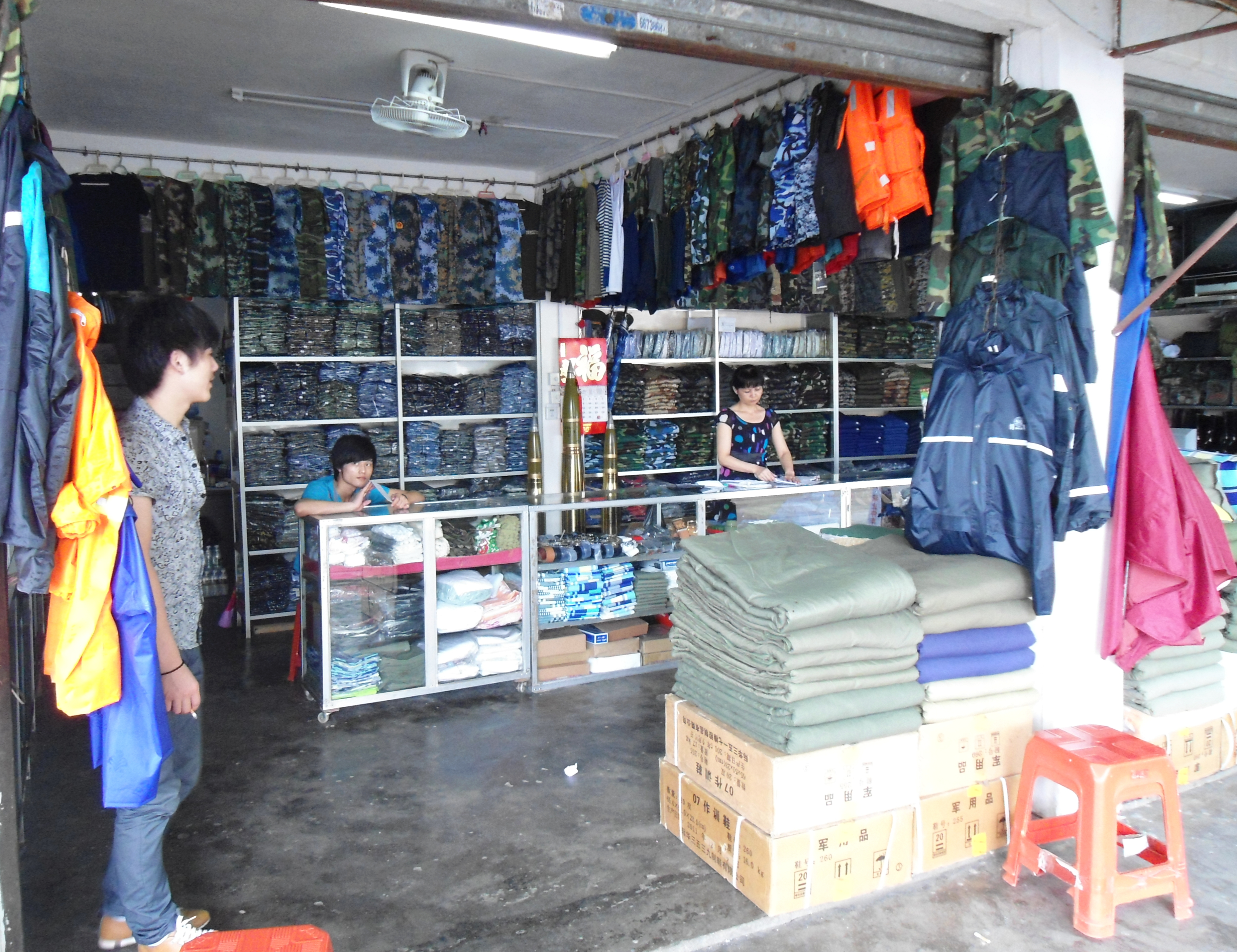
A military surplus shop in Haikou City, Hainan Province, Trung Quốc

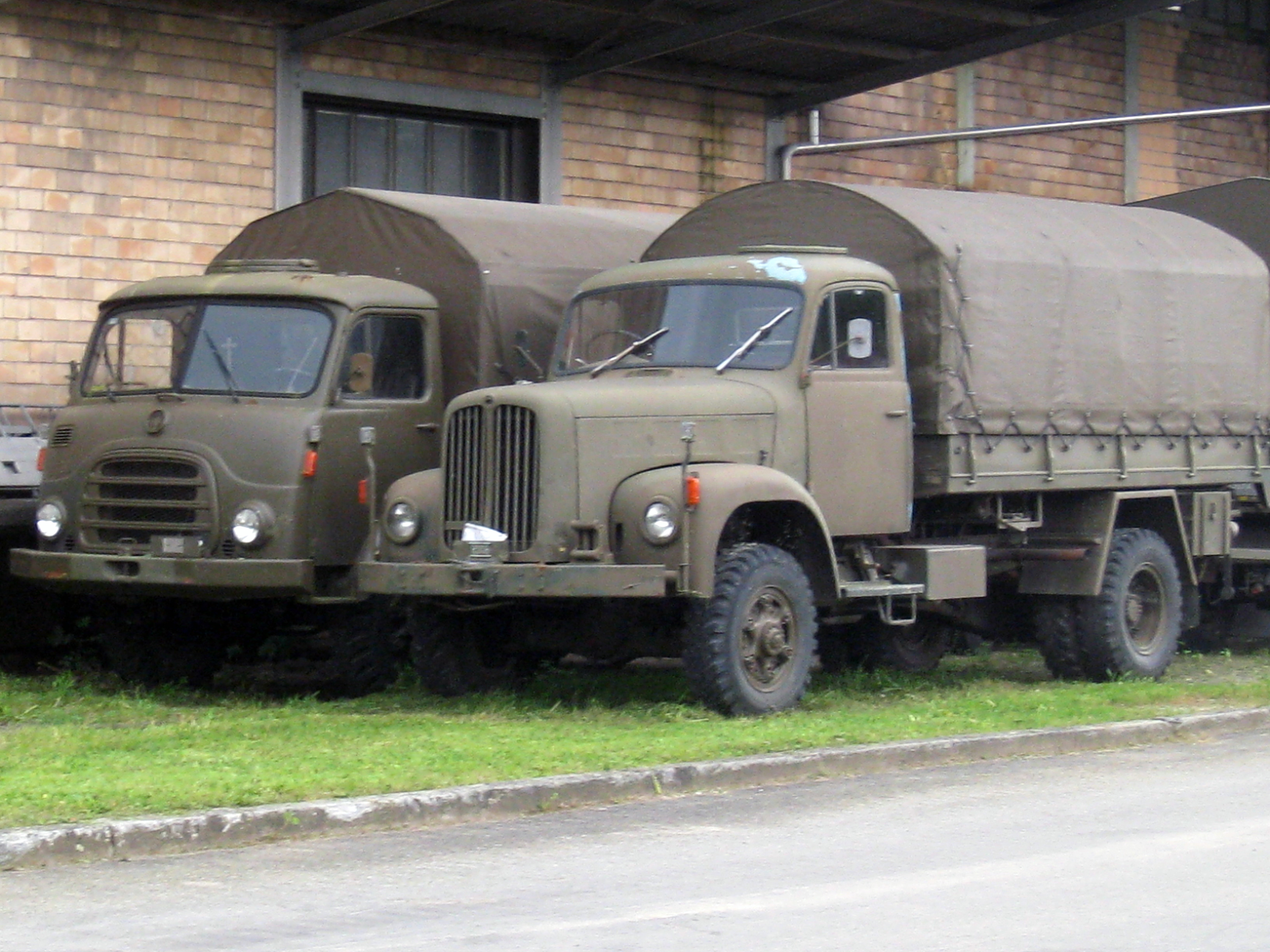
Military surplus trucks

Đồ quân đội dư thừa là hàng hóa, thường là tiền bối, được bán hoặc loại bỏ nếu không còn cần thiết bởi quân đội. Các doanh nhân thường mua những hàng hóa này và bán lại chúng ở các cửa hàng đồ dư thừa. Thông thường hàng hóa được bán bởi quân đội là quần áo, trang thiết bị và các công cụ hữu ích, cũng như các miếng thêu, thẻ tên và các vật dụng khác có thể được sử dụng cho bộ đồng phục quân sự giả. Thỉnh thoảng, xe cộ (xe Jeep, xe tải, vv) cũng sẽ được bán. Một số đại lý đồ dư thừa quân sự cũng bán vũ khí quân sự dư thừa, phụ tùng thay thế, và đạn dược cùng với quân phục dư thừa và trang thiết bị.
Nhu cầu cho các vật phẩm như vậy đến từ nhiều người thu gom, người sống sót, và người chơi airsoft và bắn súng hơi, cũng như những người tìm kiếm trang phục quân sự chất lượng cao, mạnh mẽ và quân sự. Hàng hóa có thể được sử dụng, hay không. Một số thương nhân hàng hóa dư thừa cũng bán hàng hóa được sản xuất riêng tư nhưng theo thông số kỹ thuật quân sự.

## Lịch sử
Lịch sử của đồ dư thừa quân đội ở Hoa Kỳ bắt đầu từ cuộc Nội chiến Hoa Kỳ. Đây là cuộc chiến tranh lớn đầu tiên của Mỹ đòi hỏi phải có quân phục phù hợp cho nhiều binh sĩ. Trong các cuộc chiến trước đó, hầu hết quân đội về cơ bản là một dân quân mặc những gì họ có. Điều này đòi hỏi sản xuất hàng loạt mặc và cánh tay cho cả hai bên. Sau chiến tranh, để bù đắp một số tiền họ bán các vật tư trong các cửa hàng. Vì vậy, cửa hàng đồ dư thừa quân sự được sinh ra.
Francis Bannerman VI thành lập và sở hữu "Bannerman's surplus". Công ty bán đồ dư thừa của ông là một trong những công ty lớn nhất từng hoạt động. Ông đã xây dựng Lâu đài Bannerman, một cơ sở lưu trữ đồ sộ trên Đảo Pollepel trên Sông Hudson để lưu trữ hàng hóa của mình.